# Archivos de mi vida
Archivos de Mi Vida es el nombre del quinto álbum de estudio del cantante de música regional mexicana, Gerardo Ortíz. El álbum fue lanzado el 25 de noviembre de 2013 por el sello discográfico DEL Records. Este trabajo ganó un Premio Lo Nuestro al Álbum del Año - Regional Mexicano.

## Lista de canciones
| N.º | Título                                             | Duración |  |
| 1.  | «El Mono Verde (Corrido)»                          | 3:02     |  |
| 2.  | «Quién Se Anima (Corrido)»                         | 1:37     |  |
| 3.  | «Mujer de Piedra (Ranchera)»                       | 2:53     |  |
| 4.  | «Cómo Has Cambiado (Ranchera)»                     | 3:03     |  |
| 5.  | «Perdóname (Balada-Ranchera)»                      | 3:20     |  |
| 6.  | «Y Me Besa (Charanga)»                             | 2:41     |  |
| 7.  | «Archivaldo (Corrido)»                             | 2:29     |  |
| 8.  | «La Oficina (Corrido)»                             | 1:59     |  |
| 9.  | «Eres Una Niña (Bachata)»                          | 2:50     |  |
| 10. | «Manuelito (Corrido)»                              | 1:37     |  |
| 11. | «Serafín Será Principio (Corrido)»                 | 2:03     |  |
| 12. | «La Ladrona (Ranchera)»                            | 3:36     |  |
| 13. | «El Chavo (Corrido)»                               | 1:53     |  |
| 14. | «Archivos de Mi Vida (Corrido)»                    | 2:55     |  |
| 15. | «Mujer de Piedra - (Versión Mariachi) (Ranchera)»  | 2:57     |  |
| 16. | «Perdóname - (Versión Mariachi) (Balada-Ranchera)» | 3:19     |  |

## Certificaciones
| País   | Organismo certificador | Certificación | Ventas certificadas | Ref.  |
| ------ | ---------------------- | ------------- | ------------------- | ----- |
| México | AMPROFON               | Platino       | 30,000              | [ 2 ] |